# Standbeeld van Johan Cruijff
Standbeeld van Johan Cruijff is een artistiek kunstwerk in Amsterdam-Zuidoost.
De werkgroep "Die man verdient een standbeeld", die al eerder opdracht had gegeven voor het beeld Bobby Haarms, De goede beul, schreef rond 2018 een wedstrijd uit om een standbeeld te laten maken van Johan Cruijff. Uit een dertigtal kunstenaars werd gekozen voor Hans Jouta, ook ontwerper van het beeld van Bobby Haarms. Jouta, zelf seizoenkaarthouder bij AFC Ajax gaf aan dat hij twee jaar nodig zou hebben om Cruijff de juiste expressie mee te geven. Door supportersverenigingen werd 75.000 euro bijeengebracht en Jouta ging in overleg met de familie. Gedurende het ontwerpproces kreeg Jouta steeds meer twijfels of hij de geschikte man was om een beeld van Cruijff te maken, ook vanwege omstandigheden in zijn privésfeer. Het eindresultaat van anderhalf jaar werk beviel hem desalniettemin goed. Hij gaf in berichten in de maanden na de onthulling toe dat hij nog dikwijls aan het proefexemplaar zat te werken.
Het beeld werd gegoten bij Bronsgieterij Van der Kleij in Leeuwarden, die ook verantwoordelijk was voor het beeld van Haarms.
Het beeld van Cruijff werd een tegenhanger van Haarms' beeld, ze staan amper tien meter uit elkaar. Oorspronkelijk zou het beeld 22 april 2020 onthuld worden, maar de onthulling werd uitgesteld door maatregelen tijdens de coronapandemie. Jouta kreeg het werk nog een aantal maanden thuis. Op 20 augustus 2020 kon een onthulling in kleine kring verricht worden door Frank Rijkaard van de Johan Cruyff Foundation.   

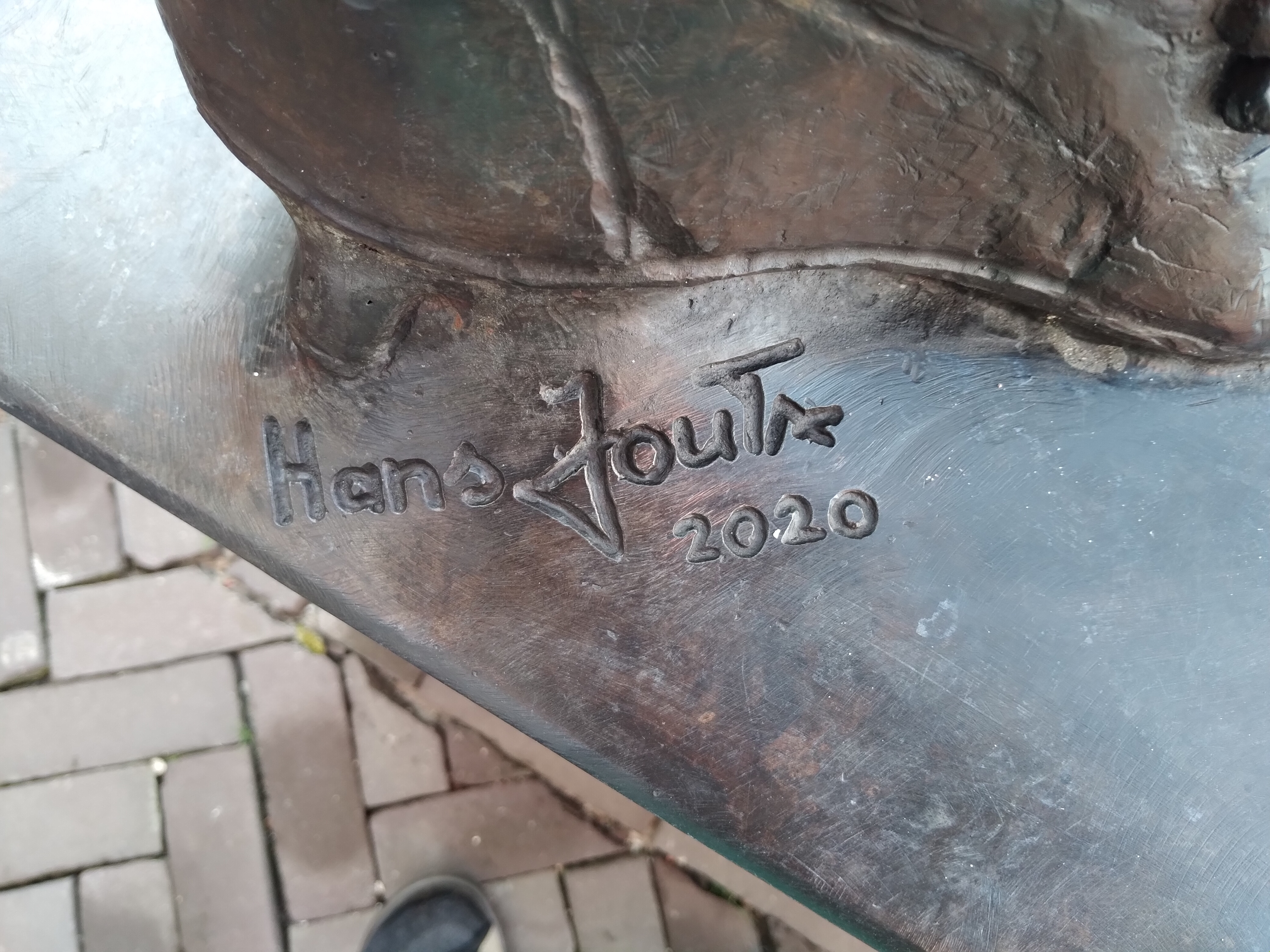
Signatuur Hans Jouta (november 2020)